# Cabrejas del Pinar
Cabrejas del Pinar település Spanyolországban, Soria tartományban. Cabrejas del Pinar Soria, Abejar, Calatañazor, Blacos, Cubilla, Talveila, Vadillo, Muriel Viejo és Muriel de la Fuente községekkel határos. Lakosainak száma 299 fő (2024).

## Népesség
A település népessége az elmúlt években az alábbi módon változott:
| Lakosok száma | 479  | 485  | 436  | 438  | 414  | 388  | 356  | 347  | 325  | 299  |
|               | 2001 | 2004 | 2007 | 2009 | 2012 | 2014 | 2017 | 2019 | 2022 | 2024 |